# Alien (software)
Alien je software, který konvertuje různé linuxové formáty balíčků. Podporuje konverzi mezi balíčky Linux Standard Base, RPM, deb, Stampede (.slp) a Slackware (tgz).